# Chiesa dei Santi Nazzaro e Celso (Sologno)
La chiesa dei Santi Nazzaro e Celso a Sologno, frazione di Caltignaga ha origini romaniche; conserva al suo interno un importante ciclo di affreschi, opera di Giovanni de Campo e della sua bottega.

## Storia e struttura della chiesa
L'edificazione della chiesa è databile verso la fine dell'XI secolo: la sua struttura segue i canoni architettonici, semplici ed essenziali, del romanico nelle aree di campagna. L'orientamento della chiesa è quello usuale con l'abside rivolta ad Est. La facciata ha forma a capanna; l'interno ha una sola navata, chiusa da un'abside semicircolare. La copertura è data da un tetto a capriate, ricoperto da coppi.
La struttura della chiesa ha subito nel tempo modifiche che non hanno però modificato in modo sostanziale la fisionomia originaria. Tuttavia, dell'antico campanile che era ancora visibile agli inizi del XVII secolo rimangono solo resti delle fondamenta.
Dai documenti storici non risulta che la chiesa abbia mai avuto funzione di parrocchiale. Alla fine del XVI secolo essa risulta far parte della parrocchia di Santa Maria di Caltignaga. Anche quando, nel 1589 Sologno ottenne lo status di parrocchia autonoma, tale dignità fu assunta dalla chiesa di Santa Maria Egiziaca.
Oggi la chiesa mantiene la funzione di cappella cimiteriale.

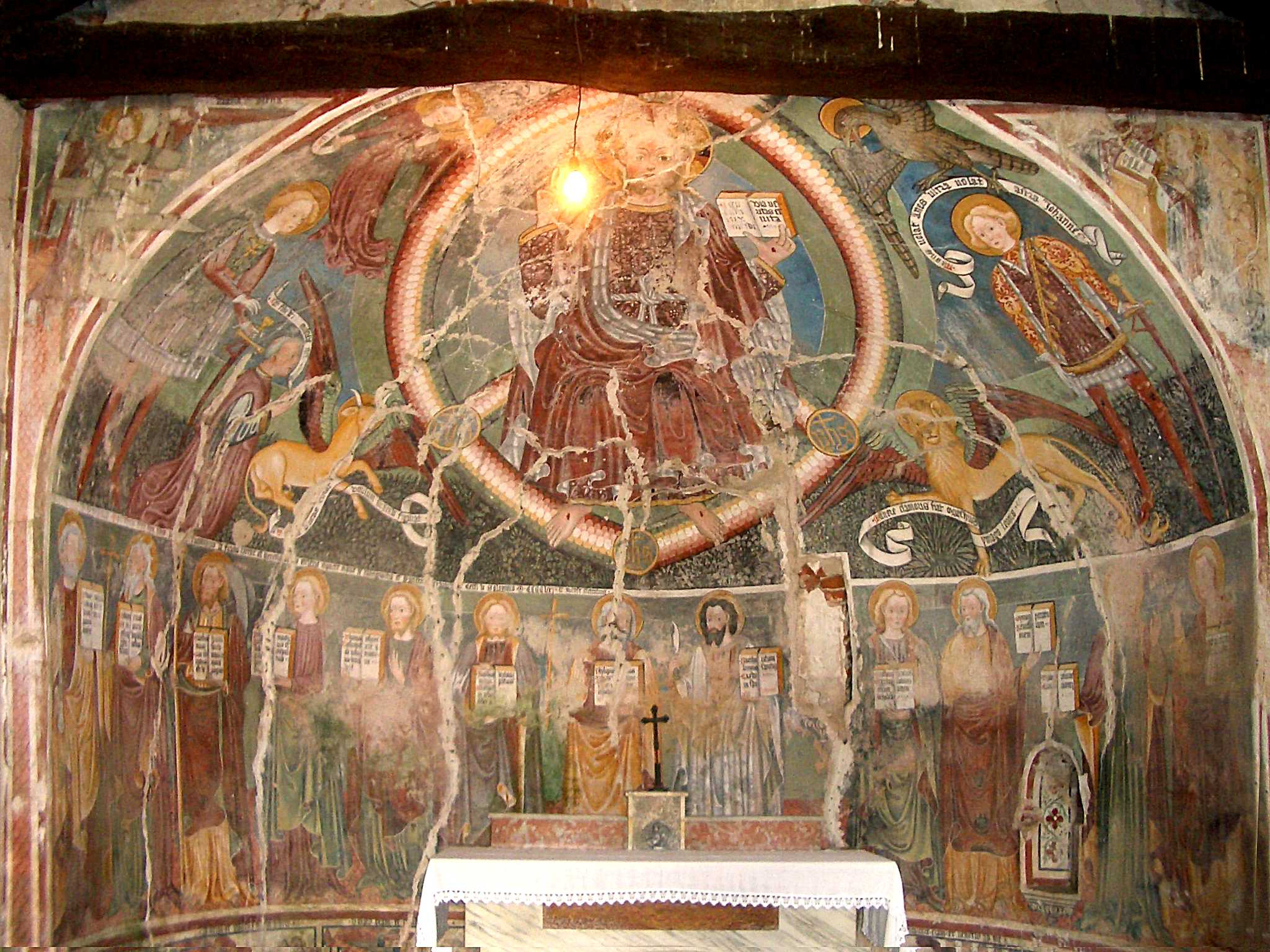
Giovanni de Campo, Affreschi dell'abside, 1461

## Affreschi
Il maggior interesse artistico della chiesa è dato dal vasto apparato di pitture a fresco realizzate intorno alla metà del XV secolo dal pittore Giovanni da Campo e da pittori della sua cerchia. Giovanni del Campo era a capo di una delle principali botteghe operanti in quegli anni in area novarese.
Si conosce la data (1461) ed il nome committente degli affreschi che ornano l'abside grazie a un'iscrizione posta al di sotto della figura del Cristo pantocratore e della raffigurazione, sempre nel catino absidale, di San Nazzaro che introduce a Cristo il committente: essa recita : "hoc opus fecit fieri d[omi]n[u]s presbiter Jacobinus De Frano rector et beneficialis ecclexie Sancte Marie de Caltignaca et Sanctotum Nazzari e Celsi de Solomnio MCCCCLXI de mense septembris".
Abside:
- catino absidale: Cristo pantocratore raffigurato all'interno di una mandorla di luce e circondato dai simboli del Tetramorfo e dalle figure di San Nazzaro che introduce a Cristo il committente degli affreschi e di San Celso;
- registro intermedio: la teoria dei Dodici Apostoli, ognuno dei quali regge un libro su cui è scritto il rispettivo nome ed un brano del "Credo";
- zoccolo: le Sette opere di misericordia;
- altare in muratura di fronte all'abside: Cristo in pietà.

Parete nord (partendo dall'entrata):
- frammenti superstiti di una Madonna in trono col Bambino;
- scena della Natività;
- Madonna del latte;
- San Biagio vescovo;
- San Bernardino da Siena nell'atto di compiere un miracolo;
- Santi Sigismondo e Bartolomeo;
- Santi Sebastiano e Fabiano;
- San Bernardino da Siena e San Rocco;
- la scena di San Francesco che riceve le stigmate sotto lo sguardo di frate Leone;
- Santi Nazzaro e Bernardino da Siena.

Parete sud (partendo dal presbiterio):
- due riquadri con frammenti di affreschi ormai poco leggibili;
- un terzo riquadro con San Marcello I papa;
- Madonna in trono col Bambino tra i Santi Gregorio Magno e Defendente.

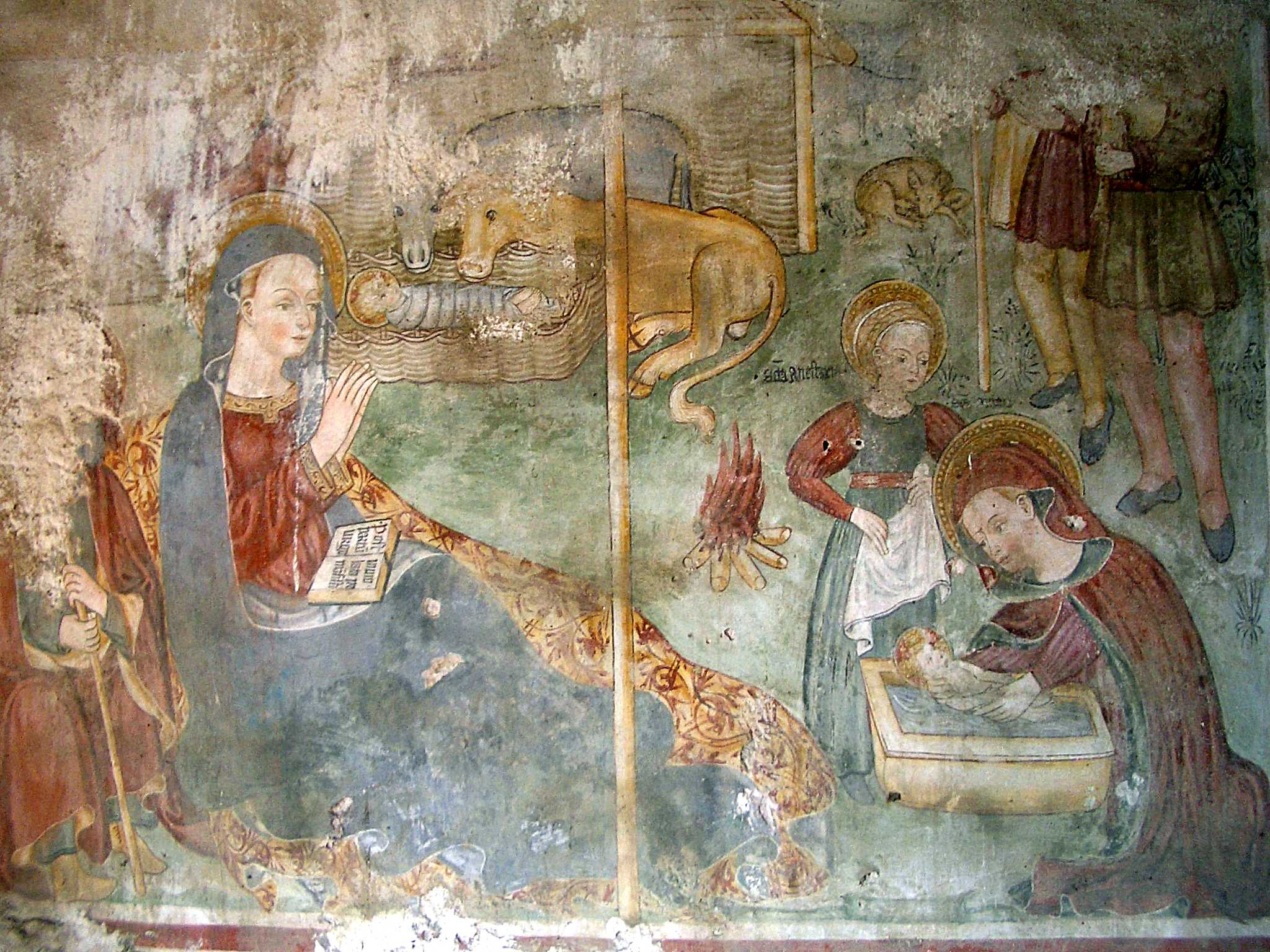
Giovanni de Campo, Natività

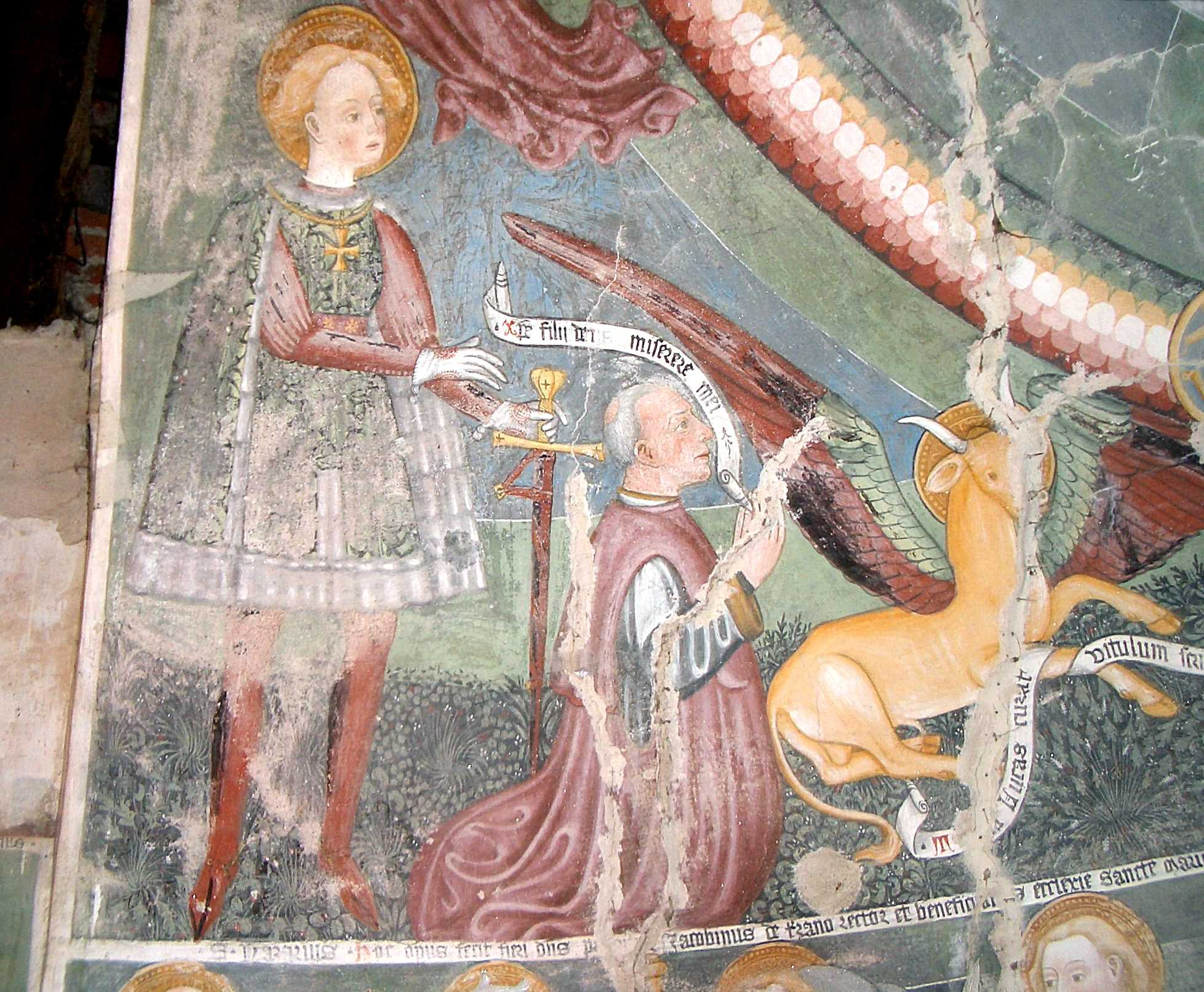
Giovanni de Campo, San Nazzaro ed il donatore, 1461

La rilevanza della bottega dei De Campo nel panorama dell'arte novarese è testimoniata dall'alto numero di opere a fresco eseguite e dal prestigio dei committenti, come nel caso del Giudizio Universale realizzato per il Battistero del Duomo di Novara (1450 ca.).
Il numero elevato di riquadri che ritraggono San Bernardino da Siena testimonia con evidenza la popolarità assunta in queste terre dal santo subito dopo la sua canonizzazione (1450) e con la crescente diffusione del suo messaggio di spiritualità francescana. Si noti come la mandorla dorata che, nel catino absidale, racchiude la figura del Cristo sia interrotta da quattro medaglioni con il monogramma di San Bernardino JHS.
La figura di poverello di Assisi trova raffigurazione in un riquadro della parete nord, con la scena di San Francesco che riceve le stigmate sotto lo sguardo di frate Leone.
Al messaggio francescano di umana pietas si ispirano anche le scene popolari dedicate alle Sette opere di misericordia nello zoccolo del cilindro absidale. Risulta complesso individuare, negli affreschi della chiesa, il ruolo diretto di Giovanni da quello di collaboratori e aiuti di bottega. Il linguaggio pittorico che Giovanni utilizza copre diverse modalità espressive: da quelle attente a cogliere le connotazioni umane e genuinamente popolari del racconto evangelico a quelle più frettamente garbate, che si sforzano di porsi all'altezza dell'elegante fabulismo e del gusto miniaturistico del gotico internazionale.
Testimonianze della capacità del De Campo di cogliere con vivide espressioni dialettali le emozioni del racconto evangelico si hanno nella scena della Natività all'inizio della parete nord.
Accenti genuinamente ispirati al gusto del gotico internazionale sono rinvenibili in special modo nelle raffigurazioni dei santi dedicatari della chiesa nel catino absidale: Nazzaro e Celso vi appaiono come personaggi usciti dal mondo cortese, descritti con un linguaggio che riesce a tradurre in figure fantastiche gli stessi simboli del Tetramorfo.

## Galleria d'immagini

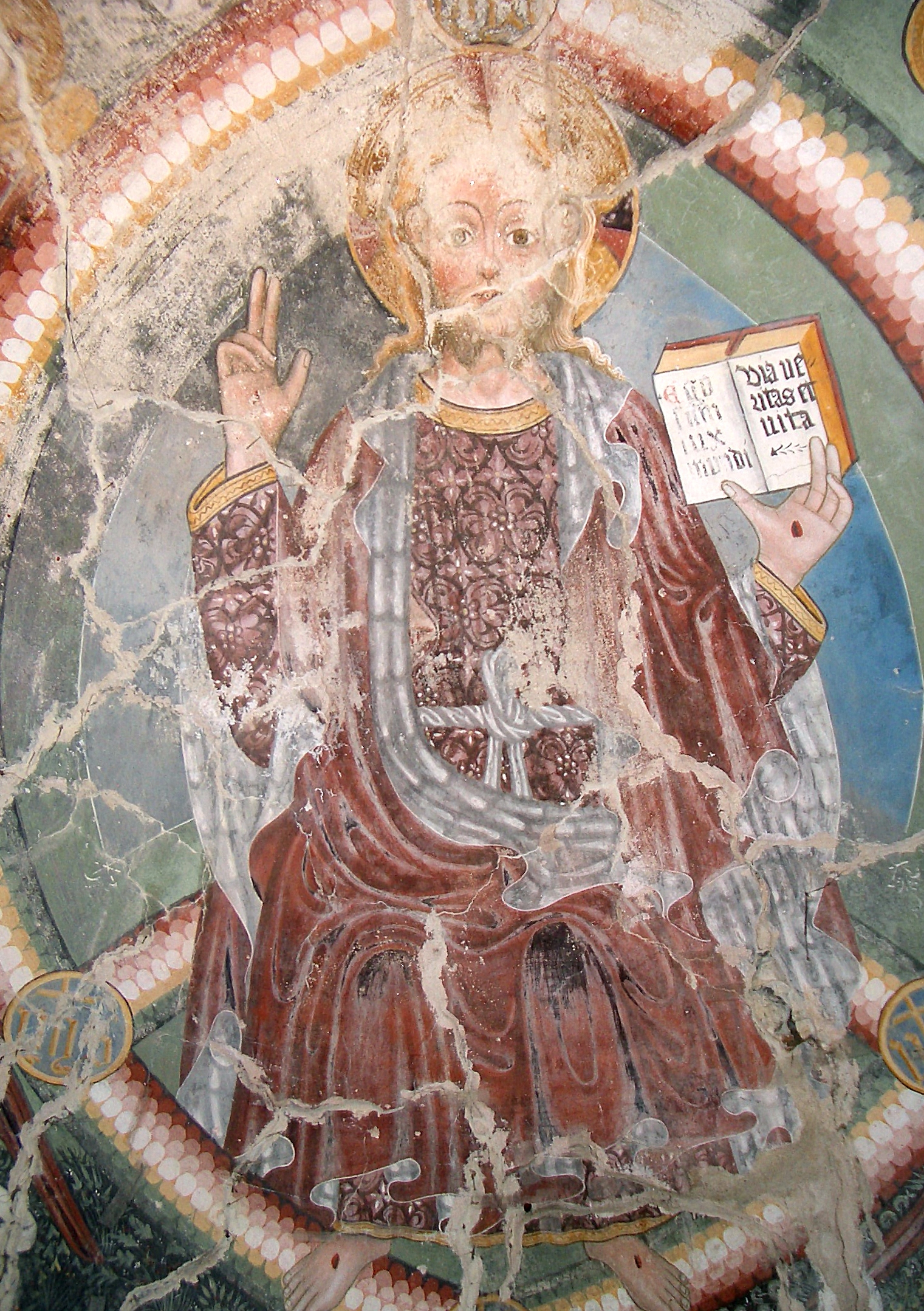
Cristo pantocratore, abside
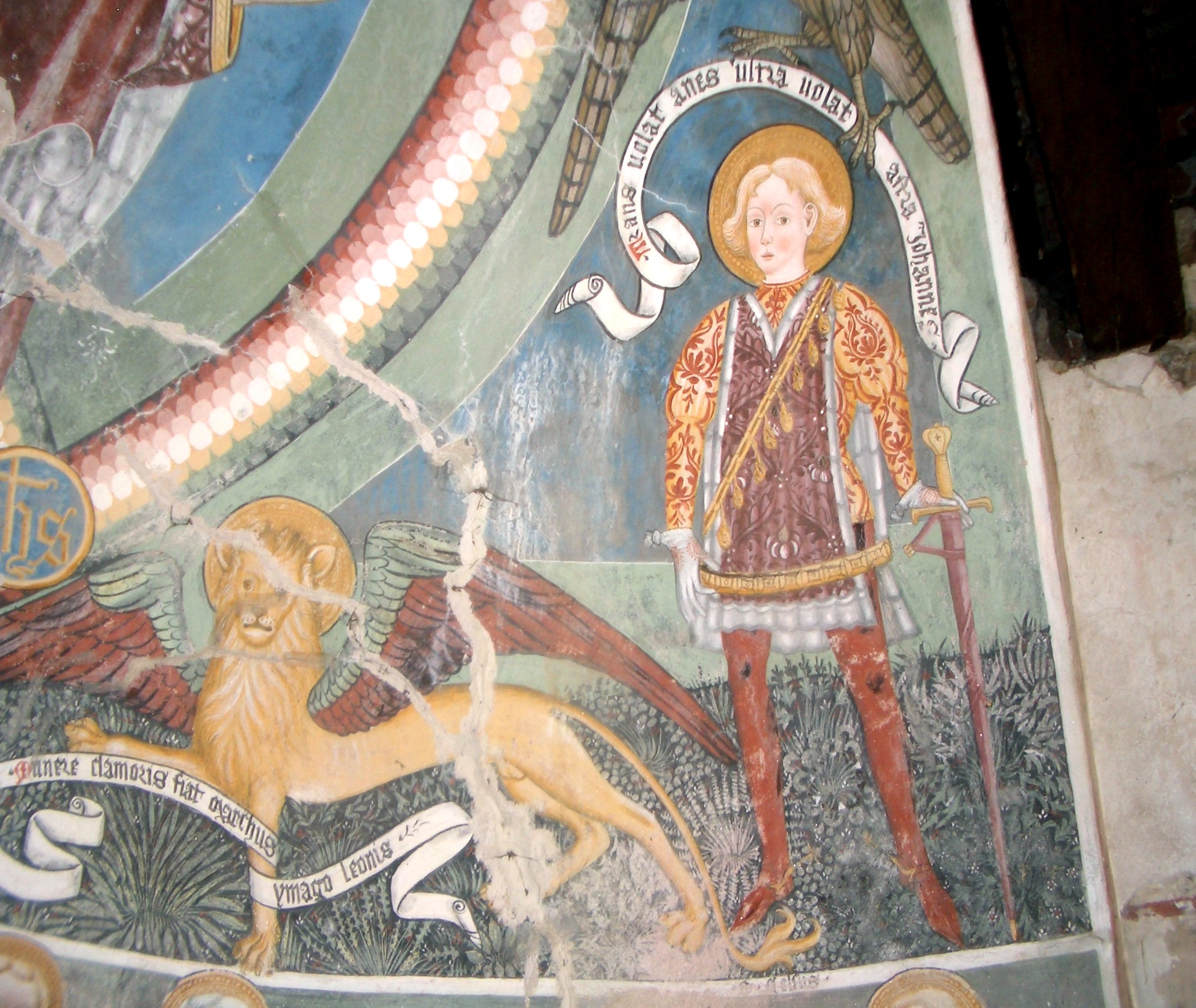
San Celso, abside
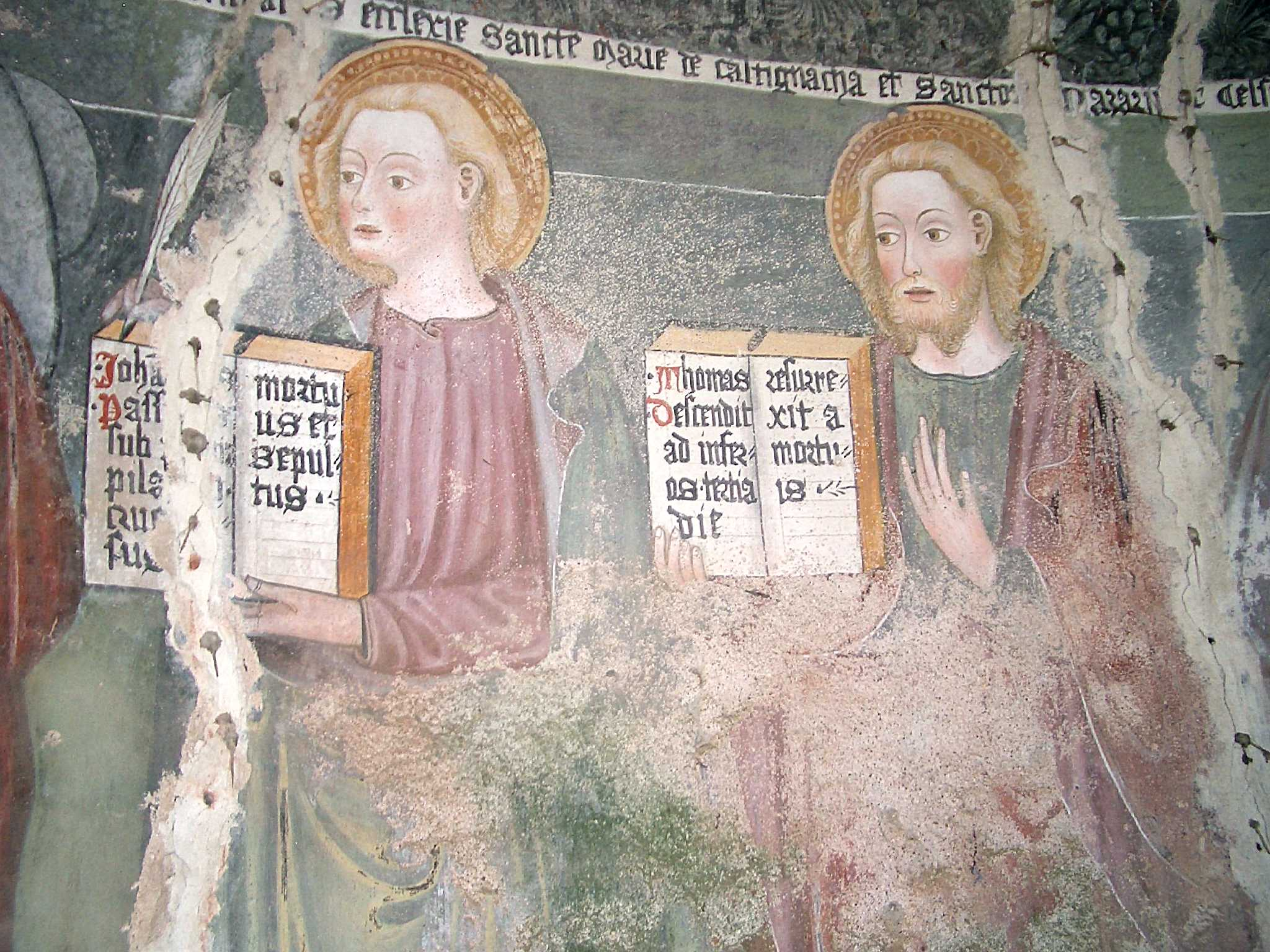
Apostoli, abside
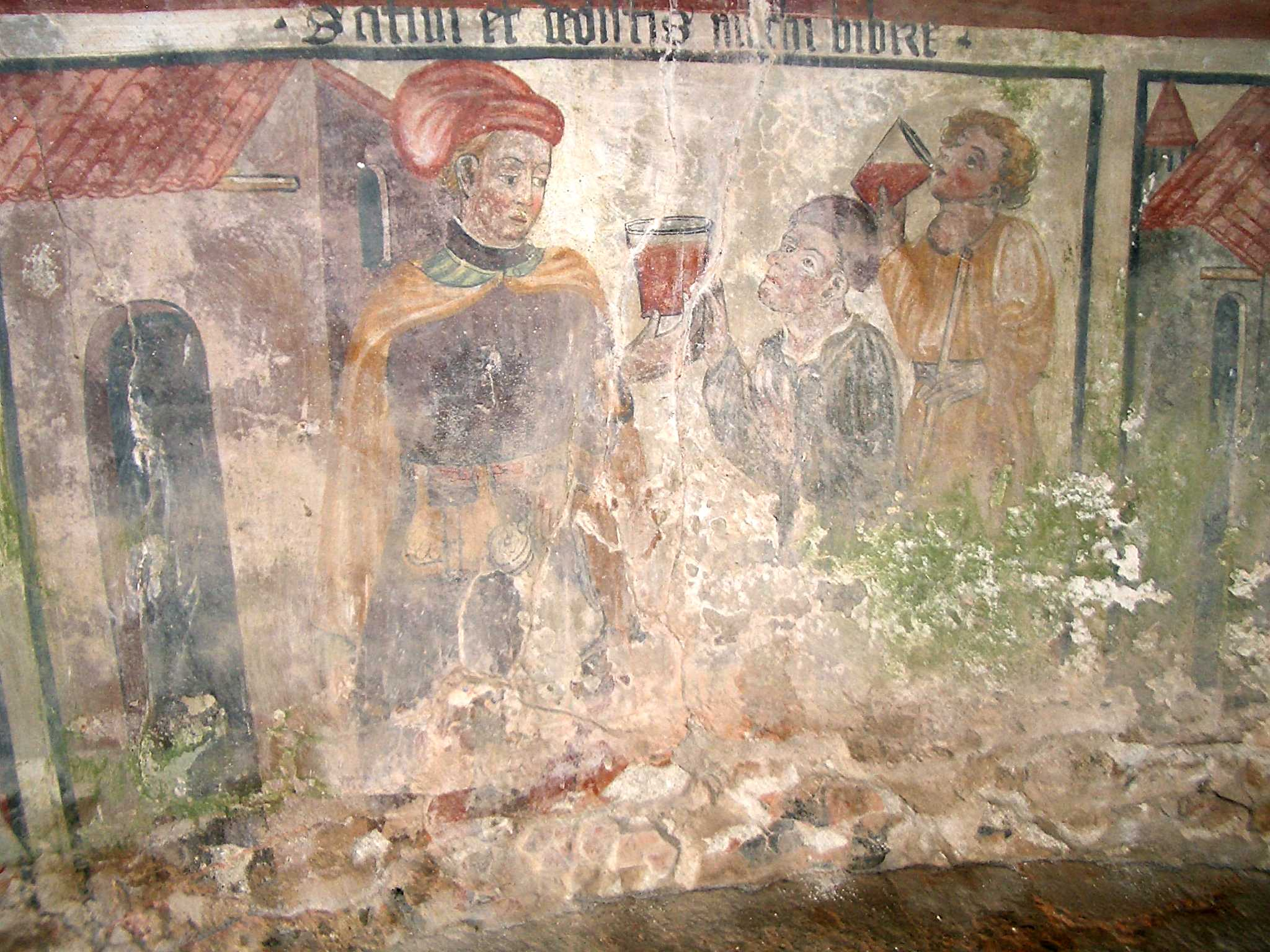
Sette opere di misericordia, abside
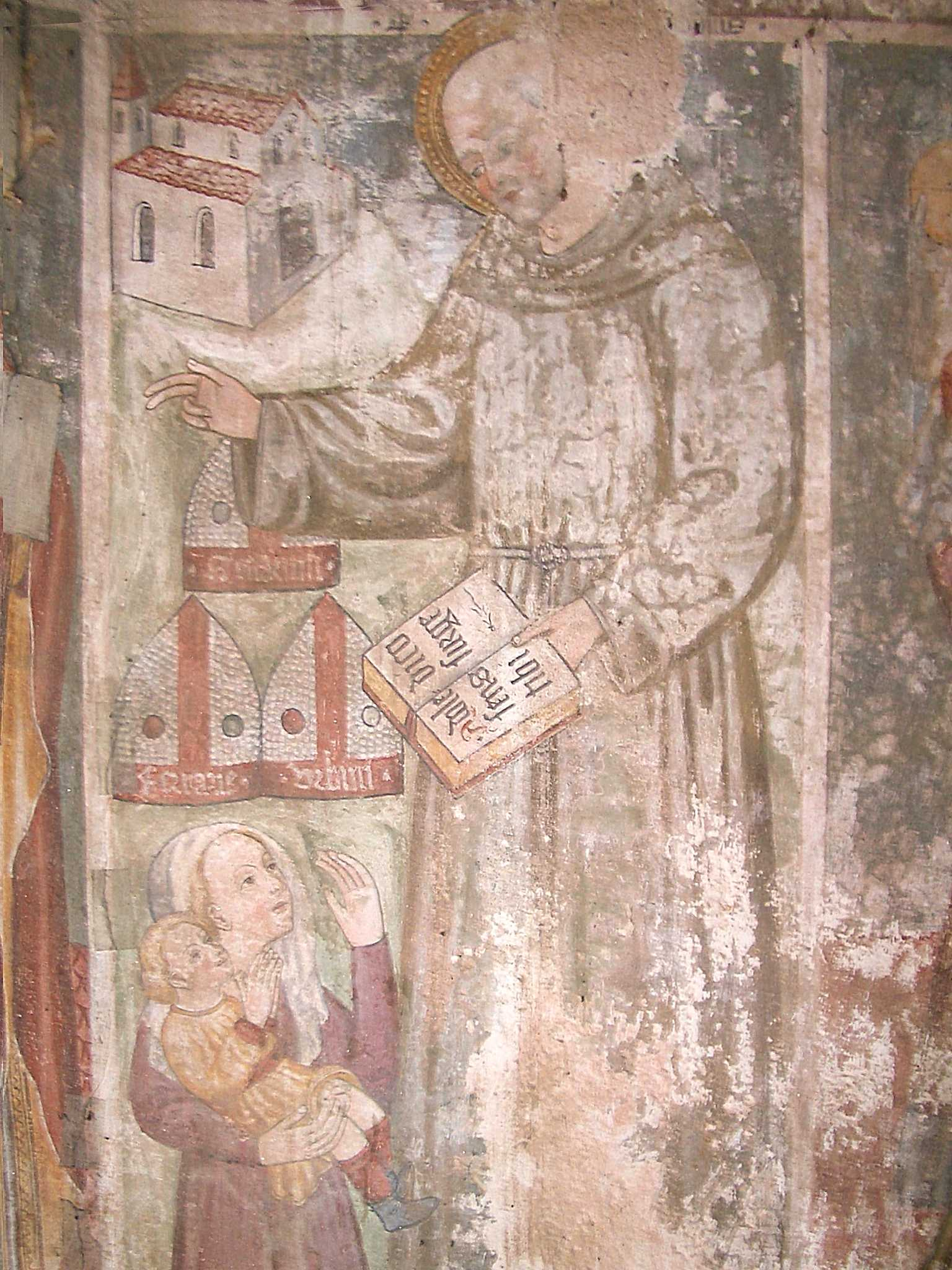
Un miracolo di San Bernardino da Siena, parete sinistra
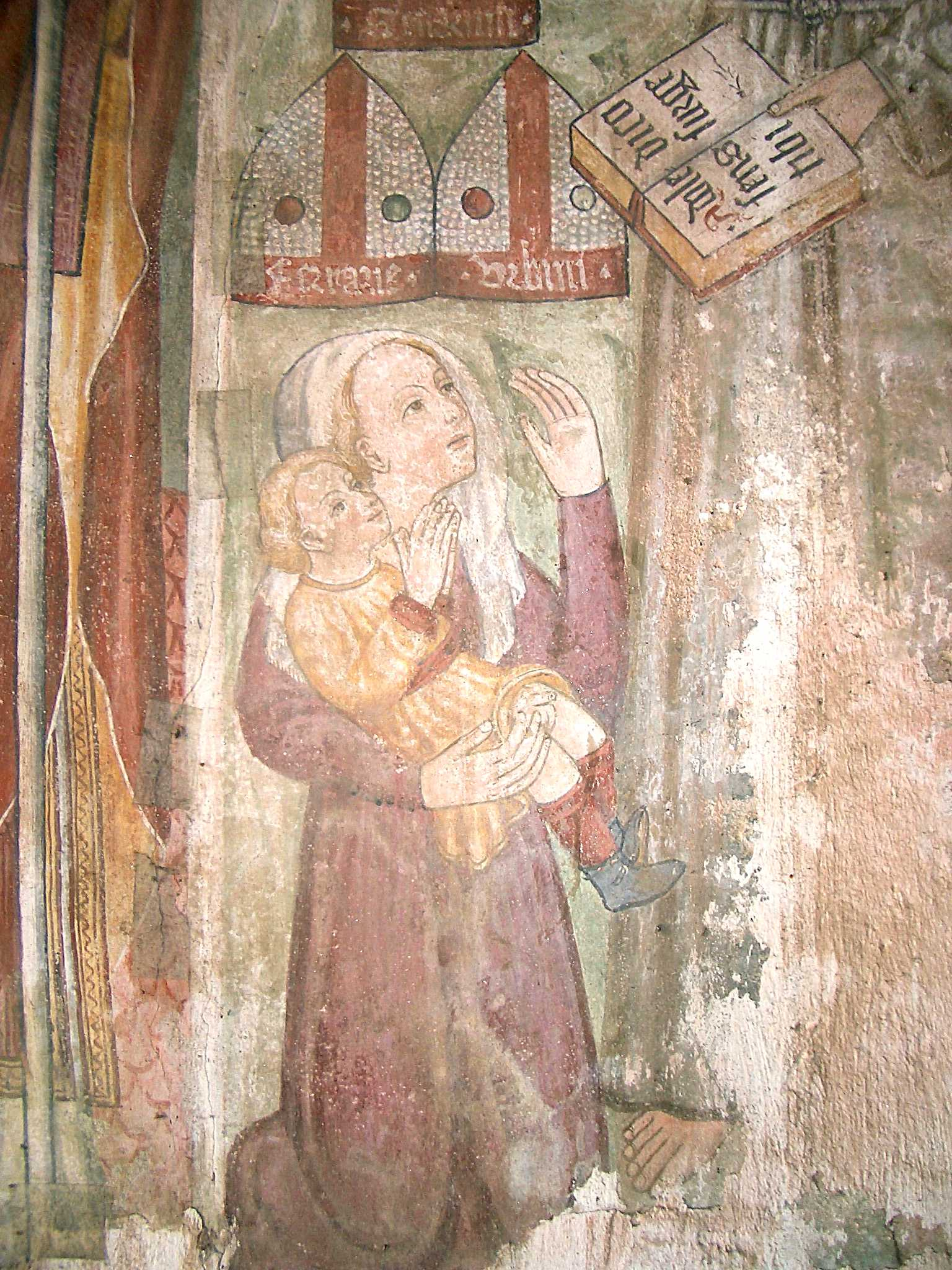
Un miracolo di San Bernardino da Siena (particolare)
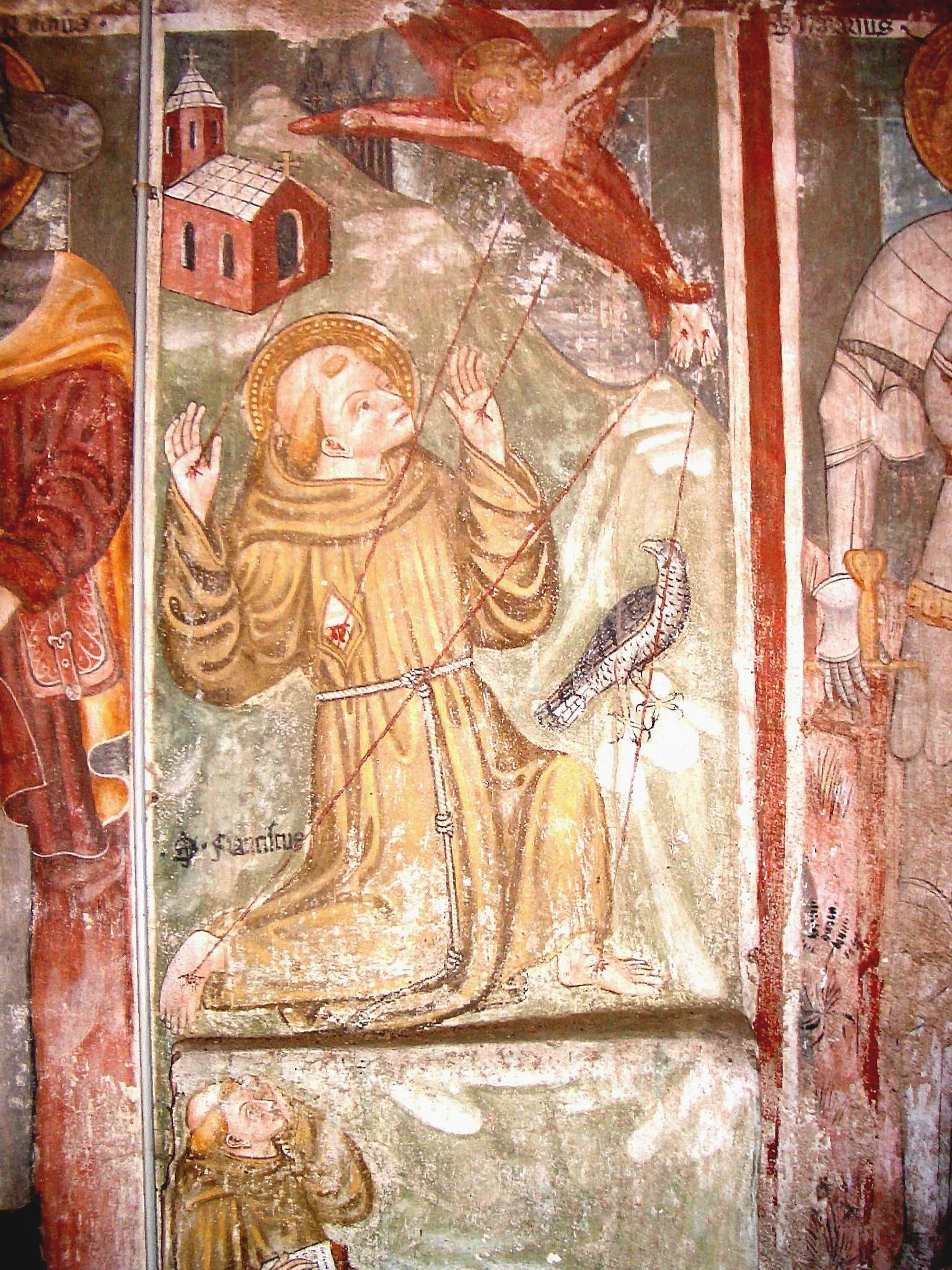
San Francesco che riceve le stigmate, parete sinistra
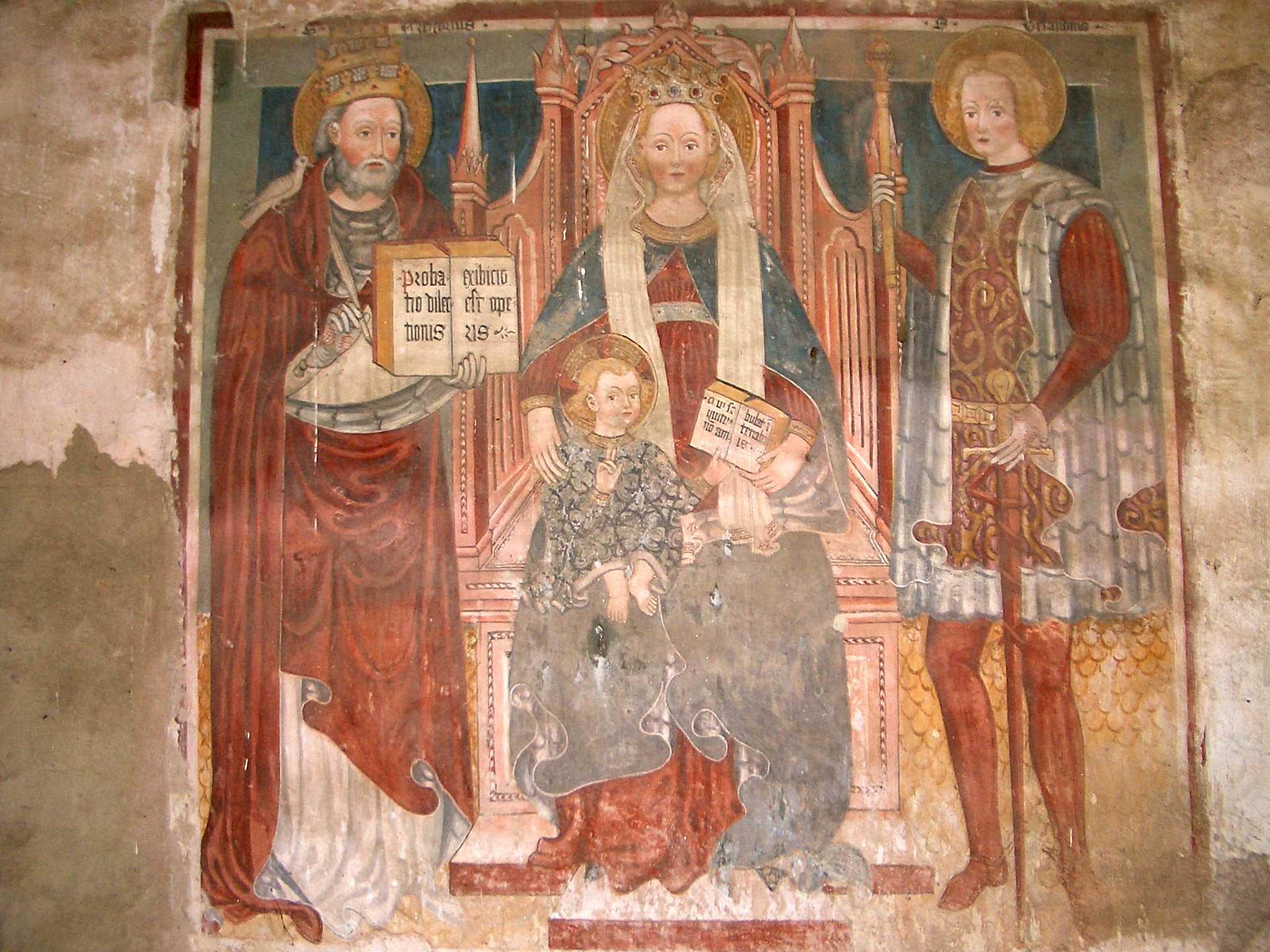
Madonna in trono col Bambino tra i Santi Gregorio Magno e Defendente, parete destra